# Serpophaga nigricans
Serpophaga nigricans là một loài chim trong họ Tyrannidae.